# Jag ska bara gråta lite först
Jag ska bara gråta lite först är en svensk dokumentärfilm som premiärvisades på Göteborg Film Festival i januari 2025. Filmen är regisserad av Ellen Fiske.
Filmen hade biopremiär i Sverige den 14 mars 2025, utgiven av Folkets Bio.

## Handling
Filmen handlar om Charlotta Björck som precis bestämt sig för att säga upp sig från sitt fasta nattjobb inom vården för att satsa på att bli komiker. När det efterlängtade genombrottet närmar sig börjar Charlottas privatliv att gunga rejält och den nya karriären blir inte riktigt som hon tänkt sig.

## Medverkande (i urval)
- Charlotta Björck